# Герлово
Герлово (или Герилово) е хълмиста котловина и историко-географска област в Източния Предбалкан, в Търговишка, Шуменска и Сливенска области.
Към края на ХVІ век областта се нарича Герилово. Името вероятно е от тракийски произход и се дължи на коритообразната форма на долината.

## География
Котловината е разположена между Котленската и Върбишката планина на юг, Лиса планина на запад, Преславска планина на север и Драгоевска планина на североизток. На изток чрез нисък вододел се свързва с Ришката котловина. Площта на областта е около 650 km³ с дължина 30 – 35 km и широчина 10 – 20 km. Надморската ѝ височина е от 250 – 280 м до 400 m.
Герлово представлява дълбоко разчленена от плоски моноклинални ридове коритообразна долина, разположена в посока запад-изток. Изградена е върху глинесто-песъчливи долнокредни седименти. Основна речна артерия е река Голяма Камчия (Тича), заедно със своите притоци: Драгановска река (ляв), Герила и Елешница (десни). Голяма Камчия притича през цялата котловина от югозапад на североизток, като преди да я напусне преминава през лежащия в Герлово голям язовир „Тича“. В областта има и множество микроязовири („Красноселци“, „Вардун“, „Черковна“, „Станянци“, „Нова Бяла река“ и др.). Климатът е умерено-континентален. Почвите са сиви горски, силно ерозирани. Естествената растителност е антропогенно променена.

## История
В този район са локализирани 7 селища от късната фаза на ранния неолит. Керамичният комплекс от раннонеолитните селища в Герлово има характерните особености на култура Овчарово в Североизточна България и културна група Караново
II в Североизточна Тракия. През халколита броят на селищата в Герлово нараства многократно и достига 20.
На юг от днешния град Върбица се е намирал красив крепостен град на име Герилград. Последният му владетел бил войводата Герил. Според изследванията на Минко Пенков, старши научен сътрудник при Окръжния исторически музей в Шумен, турците са превзели града след продължителна обсада. Разорили го и осквернили светините му. Част от населението му избягало, а друга част били избити. Оцелелите основали ново селище и го нарекли Герилово на името на войводата. Съществуването му се потвърждава в Годишника на Дунавския вилает (Салнамето), издаден през 1874 година. В него се съобщава, че през 18 век срещу името му е отбелязано: „изчезнало“. Това документирано свидетелство съвпада с местното предание за ислямизирането му. Историкът изследовател потвърждава преданието с думите: „Жителите му отказали да приемат исляма“. Много християни от Герилово предпочели мъченическата смърт, но не дали християнската си вяра. Клането е било масово, за да изчезне от лицето на земята това село. Броят на мъчениците следователно не бил малък.
Установено е, че турскоезичното население в Герлово са дошли от източна Турция . В северната част на тая последна област потурчването е било завършено навярно в 18 век, като за това свидетелствува не само нейната топонимия и много чисто български остатъци в говора на местното туркоезично население, но и запазени сред тях български фамилии имена.

## Селища
В административно отношение по-голяма част от областта попада в областите Търговище (западната част) и Шумен (източната част) и малка част в Област Сливен.
Област Търговище
- Община Омуртаг – Българаново, Величка, Веселец, Висок, Врани кон, Голямо Църквище, Горно Козарево, Горно Новково, Долно Козарево, Долно Новково, Звездица, Кестеново, Красноселци, Могилец, Обител, Петрино, Плъстина, Пъдарино, Първан, Рътлина, Угледно, Церовище, Чернокапци
- Община Търговище – Вардун, Драгановец, Копрец, Преселец, Търновца, Черковна

Област Шумен
- Община Върбица – Божурово, Бяла река, Върбица, Иваново, Конево, Крайгорци, Кьолмен, Ловец, Маломир Менгишево, Методиево, Нова Бяла река, Станянци, Сушина, Тушовица, Чернооково. При изграждането на язовир „Тича“ под водите му остават селата Виница и Староселка.

Област Сливен
- Община Котел – Малко село, Орлово, Соколарци, Тича, Топузево, Филаретово, Ябланово

## Население
Мнозинството от населението са турскоговорещи. В почти всички села са предимно мюсюлмани, в южните части се срещат и големи алевитски общости. Интересен е антропологическия тип на мнозинството от населението.
През втората половина на 20 век тук се преселват и помашки семейства от района на общините Велинград и Якоруда. Например през периода от 1962 – 1982 година от село Бел камен са се преселили семейства в селата Маломир и Нова Бяла река.

## Транспорт
През историко-географската област Герлово преминават участъци от 3 пътя от Държавната пътна мрежа:
- от север на юг, през средата на котловината, на протежение от 24,5 км: участък от първокласен път № 7 Силистра – Шумен – Ямбол – ГКПП „Лесово“;
- от изток на запад, през средата на котловината, на протежение от 17,7 км: участък от третокласен път № 704 Менгишево – Омуртаг;
- от изток на запад, в южната част на котловината, на протежение от 21,2 км: участък от третокласен път № 706 Менгишево – Ябланово – Тича.

## Други
Герловски бряг на остров Ливингстън, Южни Шетландски острови е наименуван в чест на областта Герлово.

## Топографска карта
- Лист от карта K-35-29. Мащаб: 1 : 100 000.
- Лист от карта K-35-30. Мащаб: 1 : 100 000.
- Лист от карта K-35-41. Мащаб: 1 : 100 000.
- Лист от карта K-35-42. Мащаб: 1 : 100 000.